# سنت رمی ان باسس
سنت رمی ان باسس (به ایتالیایی: Saint-Rhémy-en-Bosses) یک کومونه در ایتالیا است که در واله دائوستا واقع شده‌است.

## خصوصیات
سنت رمی ان باسس ۶۵ کیلومترمربع مساحت و ۳۶۸ نفر جمعیت دارد و ۱٬۵۱۹ متر بالاتر از سطح دریا واقع شده‌است.